# Sarabah National Park
Sarabah National Park är en park i Australien. Den ligger i delstaten Queensland, omkring 65 kilometer söder om delstatshuvudstaden Brisbane. Sarabah National Park ligger 134 meter över havet.
Närmaste större samhälle är Tamborine Mountain, omkring 11 kilometer nordost om Sarabah National Park.
I omgivningarna runt Sarabah National Park växer huvudsakligen savannskog. Runt Sarabah National Park är det glesbefolkat, med 10 invånare per kvadratkilometer. Genomsnittlig årsnederbörd är 1 801 millimeter. Den regnigaste månaden är januari, med i genomsnitt 320 mm nederbörd, och den torraste är oktober, med 41 mm nederbörd.